# Flavius Julius Constantius
Flavius Julius Constantius (Jules Constance) (né entre 294 et 300 et mort en 337), est le père de l'empereur romain Julien et de Constantius Gallus.
Il est le troisième des fils que Constance Chlore a de Théodora après avoir répudié sa concubine, Hélène, mère de Constantin Ier. 
Selon son fils Julien, il eut à souffrir, en tant qu'enfant de Théodora (seconde épouse de Constance Chlore), de la rancune d'Hélène, qui avait une grande influence sur son fils Constantin. Libanios fait remarquer qu'il avait plus de légitimité que Constantin pour accéder au trône. Il s'agit sans doute d'une attaque déguisée contre Constantin : en effet, la mère de Flavius Julius Constantius était la belle-fille de l'empereur Maximien Hercule, tandis que celle de son demi-frère, Hélène, était d'origine obscure (elle aurait commencé comme servante d'auberge). Quand Constantin Ier prend le pouvoir, il relègue Flavius Julius Constantius et ses frères à Toulouse et les tient longtemps loin du pouvoir. Installé quelque temps en Étrurie, Flavius Julius Constantius épouse Galla, qui lui donne plusieurs enfants, une fille Constantia et deux fils, un dont le nom est inconnu et Constantius Gallus. Plus tard, Flavius Julius Constantius réside en Grèce à Corinthe.
À la fin de son règne, après la mort d'Hélène et la fondation de Constantinople en 330, Constantin Ier donne enfin des dignités et un rôle actif dans l'Empire à ses demi-frères et à ses neveux. Flavius Julius Constantius épouse alors Basilina, qui semble n'avoir eu qu'un seul enfant, Julien . En 335 il reçoit le titre de patrice, nouvellement créé par Constantin Ier, et le consulat avec Ceionius Rufius Albinus. Il est nommé nobellissime, en même temps que ses neveux Flavius Dalmatius et Flavius Hannibalianus.
La mort de Constantin Ier en mai 337 laisse une situation compliquée : le pouvoir reste plusieurs mois partagé entre les fils de Constantin Ier et ses neveux. Flavius Julius Constantius fait partie de ses héritiers désignés. Mais il est massacré avec ses frères et ses neveux par une troupe de soldats de Constantinople. Le consentement sinon la responsabilité de Constance II dans ce massacre est plus que vraisemblable : l'évêque Eusèbe de Nicomédie, partisan de Constance II, produisit opportunément un testament de Constantin Ier, qui accusait ses demi-frères de l'avoir empoisonné, et qui incita la Garde impériale à le venger.